# Tuđemili
Tuđemili (en serbe cyrillique : Туђемили) est un village du sud du Monténégro, dans la municipalité de Bar.

## Démographie

### Évolution historique de la population
| 1948 | 1953 | 1961 | 1971 | 1981 | 1991 | 2003 |
| ---- | ---- | ---- | ---- | ---- | ---- | ---- |
| 198  | 222  | 207  | 202  | 186  | 138  | 154  |